# Testudinella aspis
Testudinella aspis är en hjuldjursart som beskrevs av Carlin 1939. Testudinella aspis ingår i släktet Testudinella och familjen Testudinellidae. Inga underarter finns listade i Catalogue of Life.